# Borovka
Borovka (německy Borowka) je malá vesnice, část města Neveklov v okrese Benešov. Nachází se asi 2,5 km na sever od Neveklova. Prochází zde silnice II/105. V roce 2009 zde bylo evidováno 28 adres. Osadou protéká Tloskovský potok, který je levostranným přítokem Janovického potoka.
Borovka leží v katastrálním území Mlékovice u Neveklova o výměře 9,71 km².

## Historie
První písemná zmínka o vesnici pochází z roku 1720.
Za druhé světové války se ves stala součástí vojenského cvičiště Zbraní SS Benešov a její obyvatelé se museli 31. prosince 1943 vystěhovat.